# パジェット・パウエル
パジェット・パウエル（Padgett Powell、1952年 - ）は、アメリカ合衆国の作家。フロリダ州ゲインズヴィルの生まれ。

## 経歴
フロリダ州の生まれ。サウスカロライナ州のチャールストン・カレッジで化学の学位を取得。その後、波止場人足、引っ越し屋、歯列矯正技師、郵便仕分け係、キッチンヘルパー、日雇い労働者、郵便物X線点検係、屋根屋、教師、タバコ乾燥業、寄生虫駆除なとの仕事を経て、最初の長編小説『エディスト物語』を発表。フロリダからテキサスまで、三州にわたり、彼が通った学校は、17校に及ぶ。
現在は故郷の町に住み、ヒューストン大学で英語学の修士を取り、フロリダ大学で創作を教えるかたわら、カナダ、フランス、ケニア、ポルトガル、ロシア、トルコでも教鞭をとっている。また、「みんな楽しんでいるかい亭」(The Are You Having A Good Time Yet.? Lounge)というピアノハウスを経営。店内のジュークボックスには、「おあいにくさま、楽しくない」という曲のレコードがあり、上機嫌の客が唱和するという。

## 受賞歴
- 1984年 全米図書賞, nomination, Edisto
- 1986年 ホワイティング賞(en:Whiting Awards)[3]
- 1987年にアメリカ芸術アカデミー(en:American Academy of Arts and Letters).[4]からローマ文学賞を受賞。アメリカの若い作家に、ローマのアメリカアカデミーに２年間滞在する費用を拠出するもの。
- 2002年　芸術と文学の功績に対するメアリー・ホブソン賞(The Mary Frances Hobson Prize)を受賞。[5]
- 2011年  You & Meでジェイムズ・テイト・ブラック記念賞を受賞。チャールストン大学から名誉博士号を取得している。[6]

## 作品
小説
- Edisto (1984) - 邦訳「エディスト物語」早川書房　1983年
- A Woman Named Drown (1987)
- Edisto Revisited (1996)
- Mrs. Hollingsworth's Men (2000; reissued in 2014 as Hologram)
- The Interrogative Mood: A Novel? (2009)
- You & Me (2012)

短編集
- Typical (1991)
- Aliens of Affection (1998)
- Cries for Help, Various (2015)

エッセイ
- Garden & Gun, April/May 2015
- "Padget Powell on Donald Barthelme," "Tin House" (blog), October 15, 2015